# Rosenberg házaspár
A Rosenberg házaspár, Julius Rosenberg (New York, 1918. május 12. – New York, 1953. június 19.) és Ethel Rosenberg, született Ethel Greenglass (New York, 1915. szeptember 25. – New York, 1953. június 19.) a 20. század egyik legnagyobb port felvert amerikai atomkémkedéshez kapcsolódó ügyének kulcsfigurái voltak, akiket azzal vádoltak meg, hogy a hidegháború idején atomtitkokat adtak át a Szovjetuniónak. Bűnösségüket közvetlen bizonyítékok híján nem lehetett egyértelműen megállapítani, de végül – sokak tiltakozása ellenére és egyesek szerint az akkori közhangulat miatt is – halálra ítélték, majd 1953. június 19-én kivégezték őket. 1995-ben nyilvánosságra került információk szerint Julius Rosenberg valóban szovjet kém volt, de Ethel valószínűleg nem, ugyanakkor tudhatott róla és segédkezhetett ebben.

## Életük
Mindketten New York délkeleti részén születtek és nőttek fel mint egy-egy, a nagy gazdasági világválság idején elszegényedett zsidó család első gyermekei. A jó képességű Julius 16 évesen a New York-i állami főiskola műszaki szakára iratkozott be, de miután a nácizmus előretört Németországban, figyelme a faji és származási megkülönböztetésre irányult. Nemsokára belépett az amerikai ifjúkommunista ligába, és ottani tevékenysége háttérbe szorította tanulmányait. A nála három évvel idősebb Ethel Greenglass, akinek nem sikerült színésznővé válnia, titkárnőként dolgozott egy hajózási társaságnál. Egyszer megszervezte a női dolgozók sztrájkját. Emiatt később elbocsátották az állásából, de munkaügyi panaszának helyt adtak. Julius és Ethel – mindketten a kommunista mozgalom tagjai – a tengerészek nemzetközi szervezetének jótékonysági bálján találkozott, és egymásba szerettek. Julius Ethel biztatására, nem sokkal 1939-es házasságkötésük előtt szerezte meg mérnök diplomáját, ami után 1940-ben az amerikai hadsereg brooklyni híradós egységénél lett civil mérnök. Egy évvel később főmérnöknek nevezték ki, és fizetésemelést is kapott. Munkakörében sokat utazott New York és New Jersey államban; állítólag ekkortájt, 1942-ben szervezte be őt Szemjon Szemenov, az NKVD hírhedt ügynöke. A kommunista pártba is ekkortájt lépett be Julius és Ethel, valamint Ethel öccse, Julius sógora, David Greenglass. Bár első gyerekük születése után megszakították kapcsolatukat a párttal, Juliust később mégis kommunista kötődésének elhallgatása miatt bocsátották el állásából.

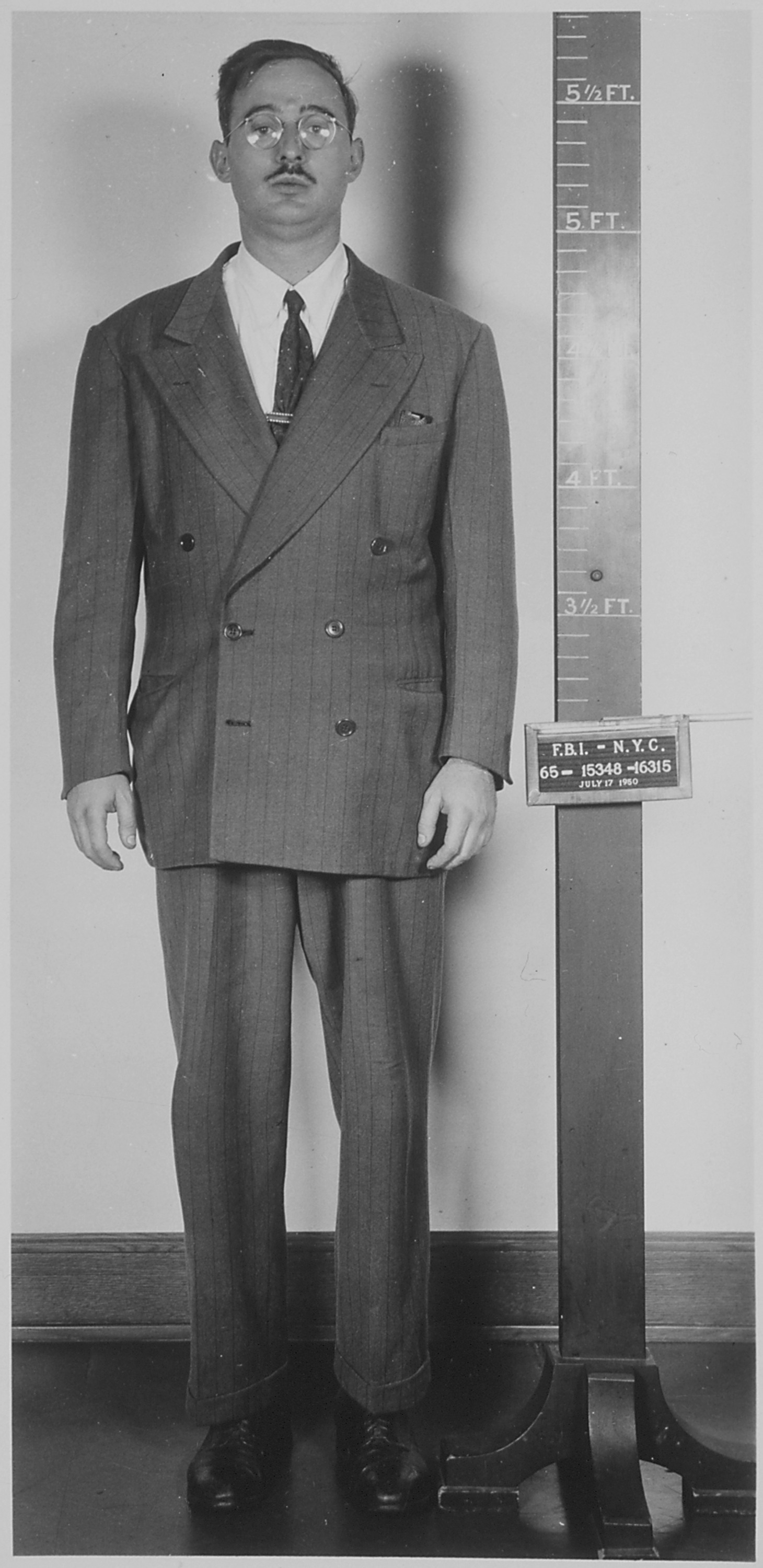
Julius Rosenberg rendőrségi fotója

## Kémkedés
Miután a Szovjetunióban 1949. augusztus 29-én felrobbantották az első atombombát, az FBI egyik kémelhárító tisztje kiderítette, hogy a szovjetek birtokába került a Manhattan terv jelentésének egy példánya. Ezt a dokumentumot Klaus Fuchs német származású kommunista érzületű fizikus írta, akiről később kiderült, hogy szintén a szovjeteknek kémkedett. Fuchs egy bizonyos „Raymond” nevű összekötővel vette fel a kapcsolatot, akiről kiderült, hogy egy Harry Gold nevű kémikus. Gold szerint ő Anatolij Jakovlev New York-i szovjet alkonzulnak jelentett, és az ő utasítására ment 1944-ben Új-Mexikóba, hogy ott David Greenglassel, Ethel Greenglass öccsével találkozzon – David műszerészként dolgozott Los Alamosban. Greenglass állítólag 500 dollárt kapott a bombáról készült rajzokért, és miután 1950. június 15-én az FBI letartóztatta, azt vallotta, hogy Gold Julius Rosenberg kódolt jelét hozta magával. Azt is vallotta, hogy Julius családjával együtt el kívánta hagyni az országot, és erre próbálta rábírni őket is, amihez további 4000 dollár készpénzt is felajánlott. Greenglass vallomása alapján Juliust június 17-én, Ethelt pedig augusztus 11-én tartóztatták le. Az FBI szerint Julius Rosenberg volt a kémhálózat feje, aminek a feleségén, Greenglasson és annak feleségén, Harry Goldon és Klaus Fuchson kívül tagja volt még Morton Sobell, Julius egykori iskolatársa is. Utóbbi feleségével Mexikóba menekült, de végül kiadták az FBI-nak, hogy aztán őt is megvádolják kémkedéssel. Az atombomba mellett több más haditechnikai eszköz információjának szovjet kézre játszását is Rosenbergékhez kötötték, noha kézzelfogható bizonyíték nem volt Rosenbergék kémkedésével kapcsolatban. Sokan gondolták úgy, hogy Greenglass csak azért mártotta be őket, hogy a maga bőrét mentse. Később kiderült, hogy Greenglass valóban vádalku fejében vallott nővérére és sógorára, amire Greenglass 2001-ben megjelent könyve szerint a kommunistaellenes Roy Cohn ügyész bujtogatta.

## Tárgyalás és ítélet
Az 1951. március 6-án kezdődött perben Rosenbergék végig ártatlannak vallották magukat. Ettől és a közvetlen bizonyítékok hiányától függetlenül Julius és Ethel Rosenberget halálra ítélték kémkedésért, ami mögött sokan a kor kommunistaellenes hangulatát is sejteni vélték. A házaspár halálos ítélete ellen sokan tiltakoztak, köztük olyan ismert személyek, mint Jean Cocteau, Albert Einstein, Jean-Paul Sartre, Pablo Picasso, Bertold Brecht és XII. Piusz pápa. A házaspár az ítélet után két évig próbált különböző jogi fórumokon fellebbezni, de nem jártak sikerrel, 1953. június 19-én a Sing Sing börtönben villamosszékben végezték ki mindkettejüket. Julius és Ethel Rosenberg volt az első két olyan amerikai civil, akiket kémkedésért végeztek ki. A békeidőben kémkedést az amerikai Kongresszus 1954-ben főbenjáró bűnnek minősítette, és ez Rosenbergék esete után Rosenberg-törvényként került a jogalkotásba.
Klaus Fuchs 9 év börtönt kapott, majd 1959-ben szabadult és az NDK-ba távozott. Harry Goldot 30 év börtönre ítélték 1951-ben, végül 14 évvel később, 1965-ben szabadult. Morton Sobell is 30 év börtönbüntetést kapott, amiből 17 év 9 hónap után, 1969-ben szabadult; 2018-ban elhunyt. David Greenglasst a vádalku értelmében 15 év börtönre ítélték, és 9 év után, 1960-ban szabadult. Szabadulása után új névvel élt tovább. 2014-ben, 92 évesen halt meg.

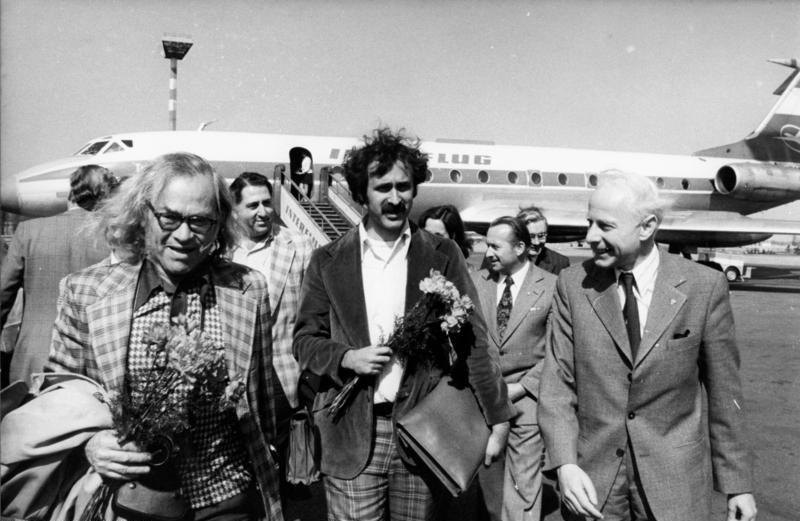
Morton Sobell (balra) és Rosenbergék kisebbik fia, Robert (középen) 1976-ban az NDK-ba látogat

## Család
A házaspárnak két gyereke született, Michael 1943-ban és Robert 1947-ben (szüleik kivégzésekor kilenc-, illetve hatévesek voltak). A kivégzés után Anne és Abel Meeropol fogadta örökbe a fiúkat, akik fel is vették a Meeropol nevet. Michael közgazdász, Robert pedig villamosmérnök lett, és sokáig biztosak voltak szüleik ártatlanságában. A szocialista érzületű Robert még egy alapítványt is létrehozott azon emberek és gyerekeik védelmére, akiket, illetve akik szüleit az állam nézeteik miatt diszkriminálta. A 2000-es években, több addig bizalmas irat megismerése után azonban ők is beletörődtek, hogy apjuk valóban szovjet kém volt.

## Emlékezetük
- 1957-től a rendszerváltásig Budapest V. kerületének Hold utcája Rosenberg házaspár utca volt.
- Jászárokszálláson, a település szélén őrizte emléküket egy utca 2013-ig,[4] nem messze a jászárokszállási termálfürdőtől.
- Oroszlányban az Óvárosban található egy utca, ami róluk van elnevezve.